# ボリショイ劇場
ボリショイ劇場 （露: Большой театр、英: Bolshoi Theatre、正式名称: 国立アカデミー・ボリショイ劇場 〔ロシア語: Государственный академический Большой театр России〕） は、ロシアのモスクワにある劇場。ロシアを代表するバレエ、オペラ劇場（歌劇場）である。「ボリショイ」とはロシア語で「大きい」を意味し、単純には「大劇場」。ロシア国内のいくつかの都市には複数の劇場が存在し、大きなものをボリショイ劇場と呼び、小さいものをマールイ劇場と呼ぶ慣習がある。ロシア国外では、一般に「ボリショイ劇場」と言った場合はモスクワのボリショイ劇場を指す。

## 沿革

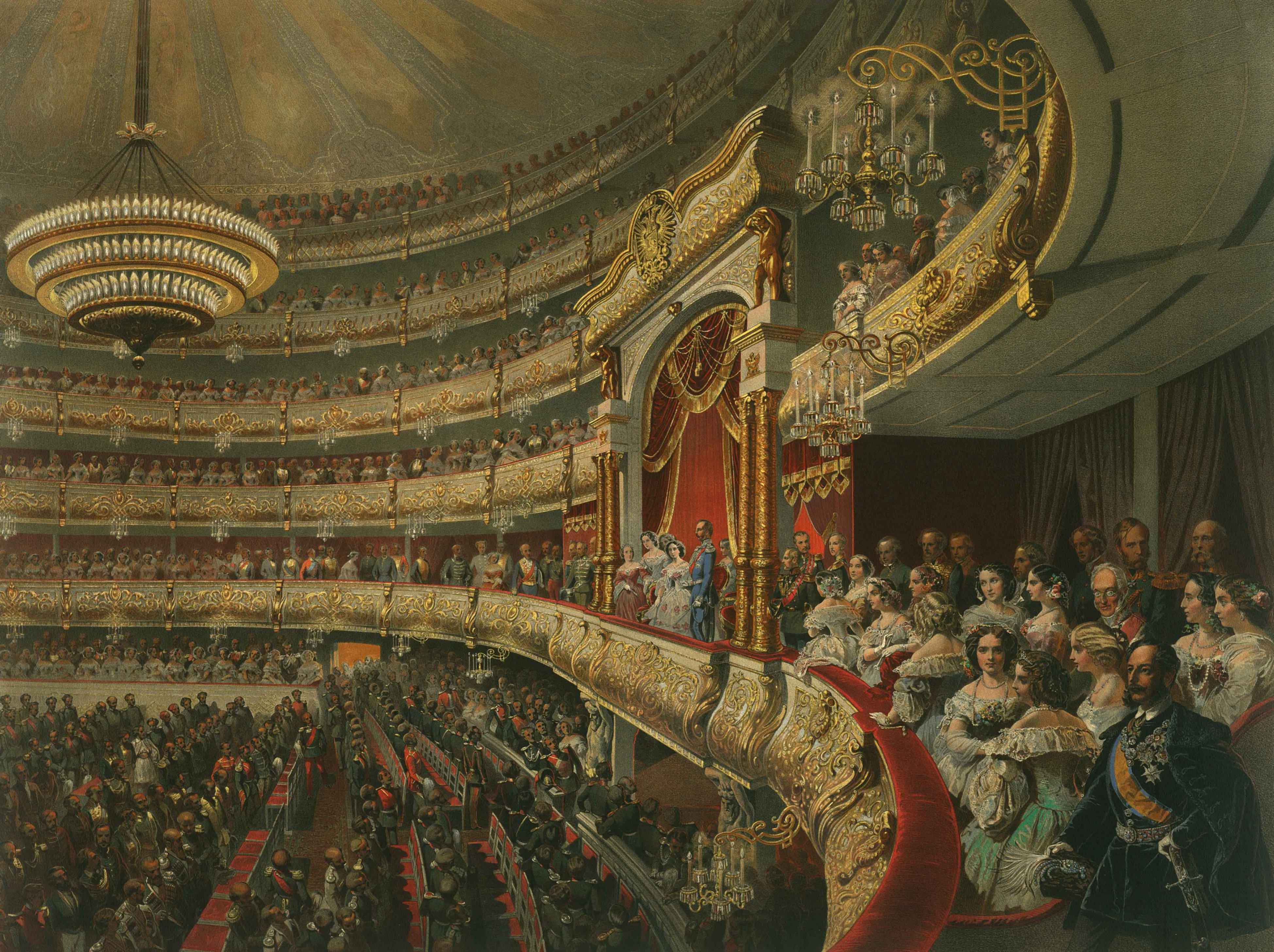
帝政時代 （1856年）

1776年ピョートル・ウルソフ（Petr Urussov）公爵とマイケル・マドックス（Michael Maddox）によって、ウルソフ公爵邸でオペラやバレエ、ドラマの上演が行われたことがボリショイ劇場の起源であるとされる。その後1780年モスクワ・モホヴァヤ通りのパシュコーフ邸を得て、ペトロフカ劇場（Petrovka Theatre またはペトロフスキー劇場）を専属の劇場とする。この劇場で演劇とオペラを制作・発表するようになった。
やがて帝室劇場の管理下に置かれるが、現在のボリショイ劇場の建物を得るまで計3回の火災に見舞われる。1805年の火災でアルバート通りの新アルバート帝国劇場に移転するものの、この劇場も1812年ナポレオンのモスクワ侵攻の際、モスクワ大火で焼失した。

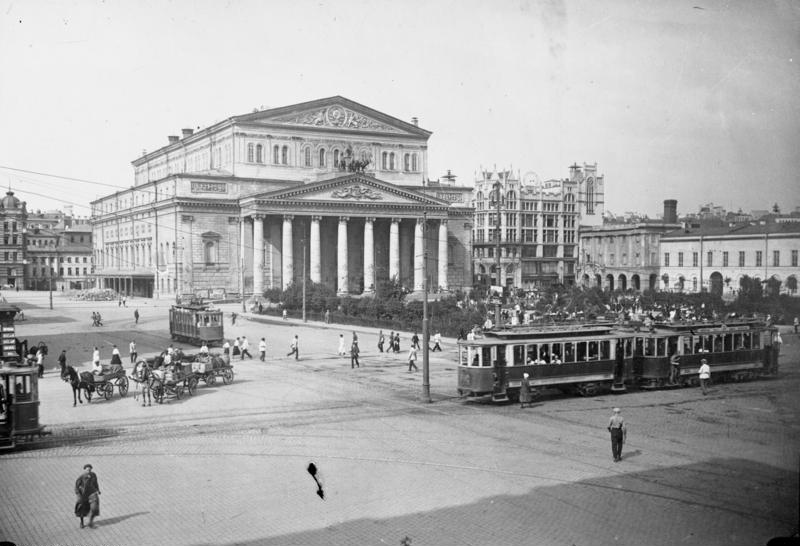
ソ連時代 （1932年2月）

1825年現在のテアトラーリナヤ広場（Teatralnaya Square 劇場広場）の敷地にA.ミハイロフ、オシップ（イオアン）・イワノヴィッチ・ボヴェ（Osip Ivanovich Bove）の設計のもと、建設された。尚、これに先立つ1824年ボヴェは、マールイ劇場（「小さい劇場」の意）を建設している。ボリショイ劇場は1825年1月18日落成し、当初、ロシアの作品のみを上演し、外国人の曲目、作品が上演されるようになるのは1840年を待たなければならなかった。しかしこのロシア古典主義様式に基づく劇場も1853年に火災に遭い、甚大な被害を受けた。1856年アリベルト（アルベルト）・カヴォス（Albert Kavos, オペラ作曲家カッテリーノ・カヴォスの息子）によって焼け残った正面列柱と壁面を生かして改修工事が行われた結果、現在の劇場が完成した。また、この改修工事の際に正面破風の上に彫刻家ピョートル・クロット＝フォン＝ユルゲンスブルク（ロシア語版・英語版）による太陽神アポロンのクアドリガ（四頭立て馬車）の彫刻に換えられた。
1941年6月に独ソ戦が始まると、夏までにモスクワ市内中心部の重要施設にはドイツ軍の攻撃から守るためのカモフラージュが施された。当劇場もそのひとつであったが、10月28日の空襲で500 kg爆弾1発がファサードに直撃し、ロビーまでもが吹き飛ばされた。被害は大きく再建に約2年を要したが、1943年の新シーズン開幕には間に合い、「皇帝に捧げた命」（イワン・スサーニン）の上演で営業を再開した。
ボリショイ劇場の施設は、観客席数6層2,150席をホールに有する。2002年11月に1,000人を収容できる小劇場（ボリショイ劇場新館）が建設された。
2005年7月1日からボリショイ劇場本館は老朽化の進んだホールを修復するため閉鎖され、6年の歳月と200億ルーブル（現在のレートで約470億円）以上を投入し大規模改修が行なわれた。この間、本館におけるバレエ、オペラは上演が中止され、ボリショイ劇場新館と、クレムリンのクレムリン大会宮殿などで行われた。2011年10月28日、再開。バレエのこけら落とし公演はチャイコフスキーの「眠れる森の美女」が上演された。
こけら落とし直前に、ボリショイバレエの男性ダンサーの一人ニコライ・ツィスィカリゼが「ボリショイ劇場の修復は金箔の代わりにペンキが、装飾にプラスチックが使用されており、さらに天井が低くバレリーナが頭をぶつけそうだ。もはや文化的破壊」と批判する発言をした。修復工事を2009年から請け負ったSumma Capitalのオーナーであるw:Ziyavudin Magomedovはドミートリー・メドヴェージェフ大統領（当時）と密接な関係にあり、さらにウラジーミル・プーチン首相（当時）とも個人的な付き合いがある。
メドヴェージェフ大統領を迎えての修復完了記念セレモニーではニコライ・ツィスィカリゼの姿はなくスヴェトラーナ・ザハーロワがスポークスパーソンとして挨拶をした。彼女は与党統一ロシアの党員である。

## ロシア軍支援公演
ボリショイ劇場は2022年ロシアのウクライナ侵攻から一ヶ月を経た4月1日、「ロシアのウクライナにおける"特別軍事作戦（the special military operation）"を支援する大規模なチャリティー公演を行う」と発表。収益は戦火で亡くなったロシア軍家族へ送るとした。主催はロシア文化省。
公演は4月2,4,6日。戦火の状況として4月3日は、ウクライナの首都キエフ近郊の街ブチャ(bucha)においてロシア軍による400人を超える民間人への虐殺（ブチャの虐殺）が露わになり、欧米の対ロシア制裁強化へ向けた動きがあった戦況下であり、ボリショイ劇場の立ち位置が現れたイベントとなった。

## オペラとボリショイ・バレエ

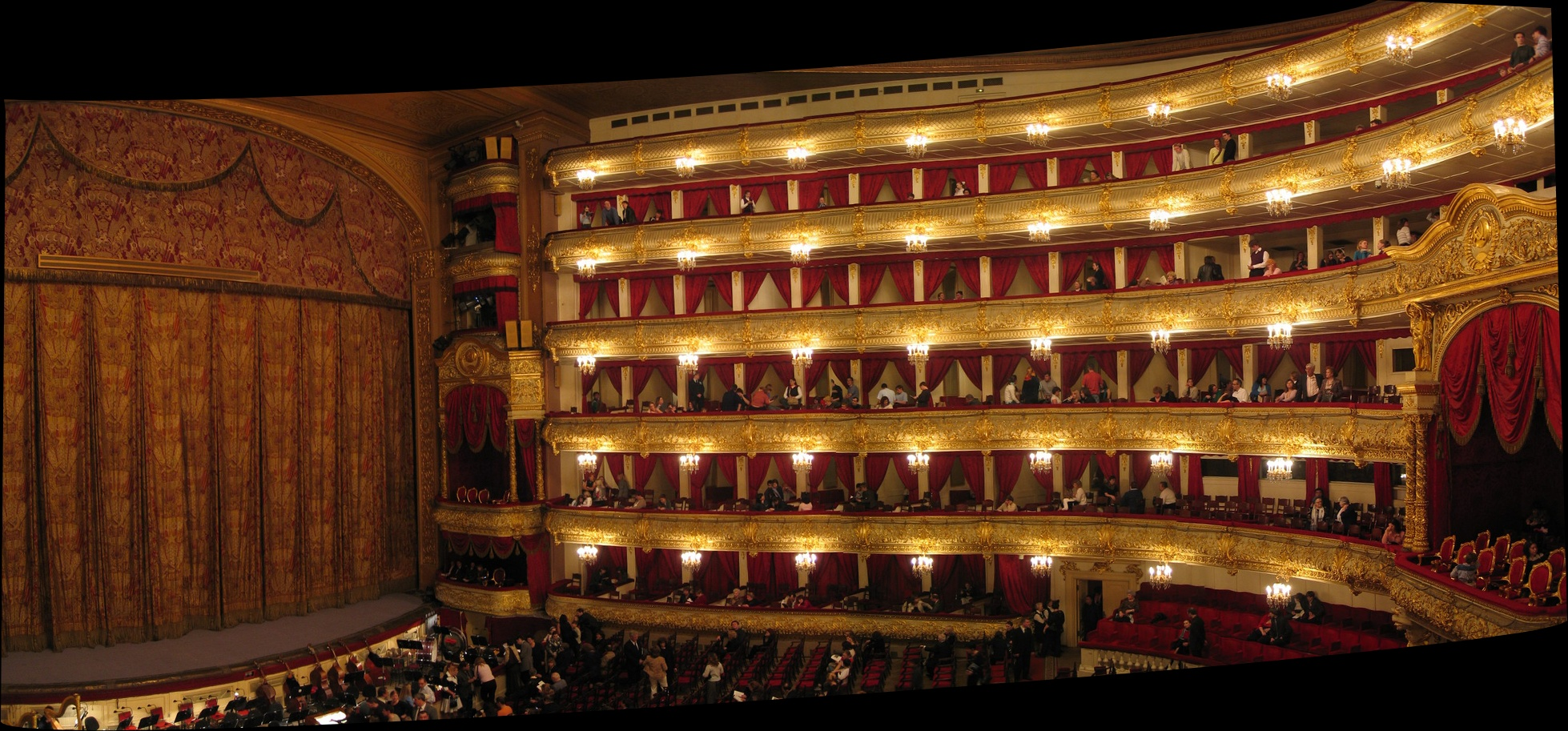
ボリショイ劇場の内部

ボリショイ劇場は管弦楽団とバレエ団を有している。ボリショイ劇場におけるオペラとバレエは、19世紀のロシア帝国の強大化を背景に、国民楽派の隆盛や西ヨーロッパのバレエ作品の上演によって西欧に比肩するものに成長していった。ただしバレエについては、帝政時代には、宮廷のあるサンクトペテルブルクのマリインスキー劇場に遅れをとらざるを得なかった。ボリショイ劇場が名実ともに世界にロシアを代表する歌劇場となる転機となったのがロシア革命である。ボリショイ劇場はソ連政府の国立劇場となり、（ソビエト連邦共産党の）全面的な援助、後援を受けると共に、政府の統制下に置かれることとなる。

### オペラ
ボリショイ劇場ではロシアを代表する大作曲家のオペラ、楽曲が公演されてきた。特に19世紀から20世紀にかけて、国民楽派の勃興、グリンカ、ロシア5人組に代表される音楽家の出現によって彼らの手になるオペラの上演が行われた。また、チャイコフスキーは、交響的バラード 作品78 「地方長官 (Voyevode)」 をラフマニノフはオペラ 『アレコ』、『フランチェスカ・ダ・リミニ』 をボリショイ劇場で公演している。さらにこうしたオペラを後押ししたのが、ボリショイ劇場所属の歌手たちで、フョードル・シャリアピンを筆頭に名歌手の演技が評価されることとなった。

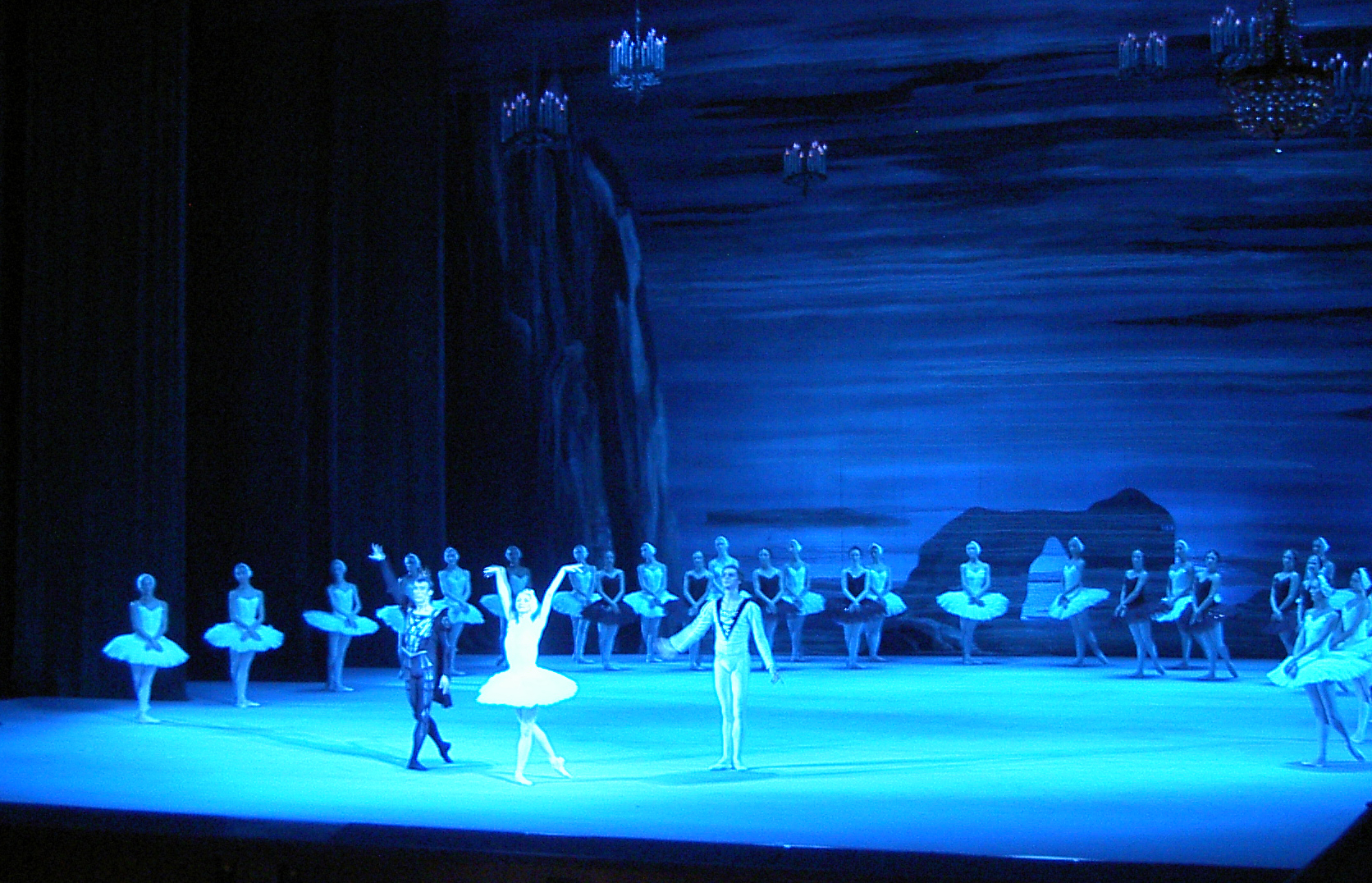
ボリショイ・バレエ団による 『白鳥の湖』 （2006年）

### ボリショイ・バレエ
ボリショイ・バレエは、モスクワのボリショイ劇場を本拠地とするバレエ団であり、サンクトペテルブルクのマリインスキー・バレエとともにロシアを代表するバレエ団である。チャイコフスキーのバレエ 『白鳥の湖』 は、1877年にボリショイ劇場で初公演が行われた。ソビエト連邦時代にはバレエ団が数百あったといわれるバレエ大国において、バレエ界を牽引する中心的な役割を担ってきた。
マリインスキー劇場は宮廷を起源とし、王族・皇族の庇護のもと貴族階級を対象にした劇場であったのに対し、ボリショイ劇場は、地元の名士（公爵）が開設し裕福な商人階級向けに発展を遂げてきた。1902年ボリショイ・バレエ団長に就任したアレクサンドル・ゴルスキーは、ボリショイ劇場でのバレエ演目を増やすとともに、演劇改革運動に触発され、バレエの世界に新風をもたらした。
ロシア革命後は、レニングラード（現サンクトペテルブルク）からモスクワへの遷都と、ソ連政府によって最も重要な国立劇場として位置づけられたことに伴い、マリインスキー劇場からバレエ関係者（教育者、振付師、ダンサーなど）が次第にボリショイ劇場へと活躍の場を移していった。こうした人材の流入によって新たな作品と後進が育成された。第二次世界大戦後は、スターリンによってマリインスキー劇場から移籍したガリーナ・ウラノワの活躍や、スターリンの死後1950年代後半から始まった国外公演によってボリショイ・バレエの名声は国際的なものへと成長した。
ボリショイ・バレエのレパートリーは、チャイコフスキーの三大バレエ（『白鳥の湖』 『眠れる森の美女』 『くるみ割り人形』）、ハチャトゥリアンの 『スパルタクス』 をはじめ、古典、新作など多岐にわたる。ソ連崩壊後は、言論統制がなくなり西ヨーロッパ諸国の作品も上演するようになった。
なおボリショイ・バレエには支部としてブラジル南部の都市、ジョインヴィレにボリショイ劇場学校がある。
2013年1月17日（現地時間）に、同バレエ団の元ソリストで芸術監督のセルゲイ・フィーリンが、何者かによって強酸を顔にかけられ火傷を負う事件があった。バレエ団内部での抗争が背景にあると見られている。

#### 著名な初演
- 1869: 『ドン・キホーテ』 - 振付:マリウス・プティパ、作曲:レオン・ミンクス
- 1877: 『白鳥の湖』 - 振付:ヴェンツェル・ライジンガー、作曲:ピョートル・チャイコフスキー

1945: 『シンデレラ』 - 振付:ロスチスラフ・ザハロフ、作曲:セルゲイ・プロコフィエフ
- 1954: 『石の花』 - 振付:レオニード・ラヴロフスキー、作曲:セルゲイ・プロコフィエフ

#### 過去に在籍した著名なダンサー
- レオニード・マシーン
- ガリーナ・ウラノワ
- マイヤ・プリセツカヤ
- エカテリーナ・マクシーモワ
- ウラジーミル・ワシーリエフ
- アレクセイ・ファジェーチェフ
- リュドミラ・セメニャカ
- アレクサンドル・ゴドゥノフ
- イレク・ムハメドフ
- ニーナ・アナニアシヴィリ
- アンドレイ・ウヴァーロフ（Андрей Уваров）
- ニコライ・ツィスカリーゼ（Николай Цискаридзе）
- アナスタシア・ボロチコワ（ru:Волочкова, Анастасия Юрьевна）[8][9]
- ナタリア・ベスメルトノワ
- アレクサンドル・ボガティリョフ

#### 所属ダンサー
- マリヤ・アレクサンドロワ（Мария Александрова）
- ニーナ・カプツォーワ (Нина Кацова)
- マリヤ・アラシュ（Мария Аллаш）
- アンナ・アントニーチェワ（Анна Антоничева）
- ナデジダ・グラチョーワ（Надежда Грачева）
- スヴェトラーナ・ザハーロワ（Светлана Захарова）
- スヴェトラーナ・ルンキナ（Светлана Лунькина）
- マリアンナ・ルイシュキナ（Марианна Рыжкина）
- ガリーナ・ステパネンコ（Галина Степаненко）
- ドミトリー・ベロゴロフツェフ（Дмитрий Белоголовцев）
- アレクサンドル・ヴォルチコフ（Александр Волчков）
- ドミトリー・グダーノフ（Дмитрий Гуданов）
- ユーリー・クレフツォフ（Юрий Клевцов）
- ミハイル・ロブーヒン（Михаил Лобухин）
- ウラジーミル・ネポロジニー（Владимир Непорожний）
- ルスラン・スクヴォルツォフ（Руслан Скворцов）

## その他のボリショイ劇場
サンクトペテルブルクのボリショイ劇場
- ロシア帝国時代の首都サンクトペテルブルクにあった帝室劇場。区別するために、ボリショイ・カーメンヌイ劇場 （ru:Большой Каменный театр）と記述することが多い。

## 歴代音楽監督

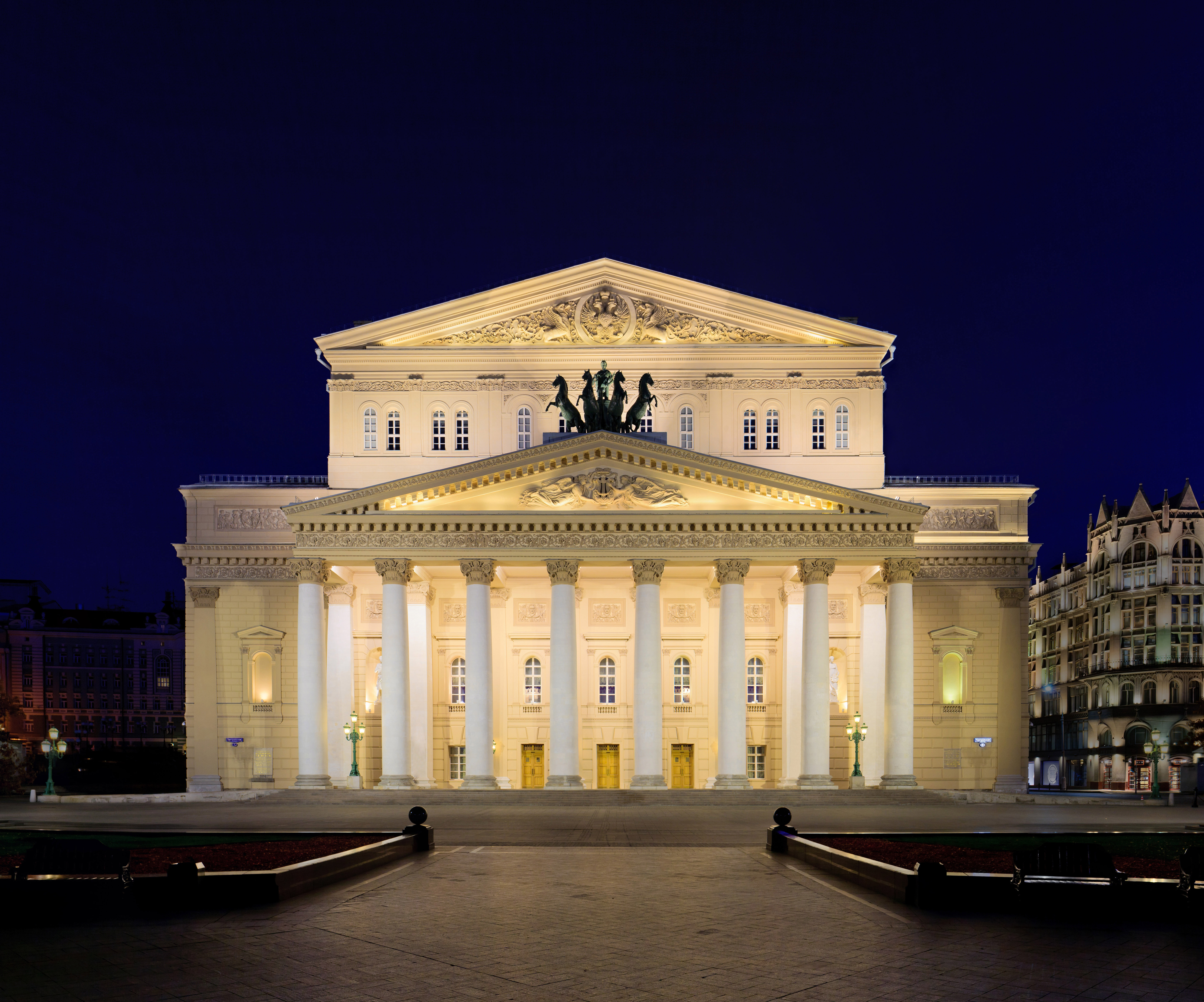
ボリショイ劇場の夜景

- 1936年-1942年: サムイル・サモスード
- 1943年-1948年: アリ・パゾフスキー（英語版）
- 1948年-1953年: ニコライ・ゴロワノフ
- 1953年-1963年: アレクサンドル・メリク＝パシャーエフ
- 1963年-1965年: エフゲニー・スヴェトラーノフ
- 1965年-1970年: ゲンナジー・ロジェストヴェンスキー
- 1970年-1985年: ユーリ・シモノフ
- 1987年-1995年: アレクサンドル・ラザレフ
- 1995年-1998年: ペーテル・フェラネツ
- 1998年-2000年: マルク・エルムレル
- 2000年-2001年: ゲンナジー・ロジェストヴェンスキー
- 2001年-2009年: アレクサンドル・ヴェデルニコフ
- 2010年-2013年: ヴァシリー・シナイスキー
- 2014年-2022年: トゥガン・ソヒエフ